# Franz Marc

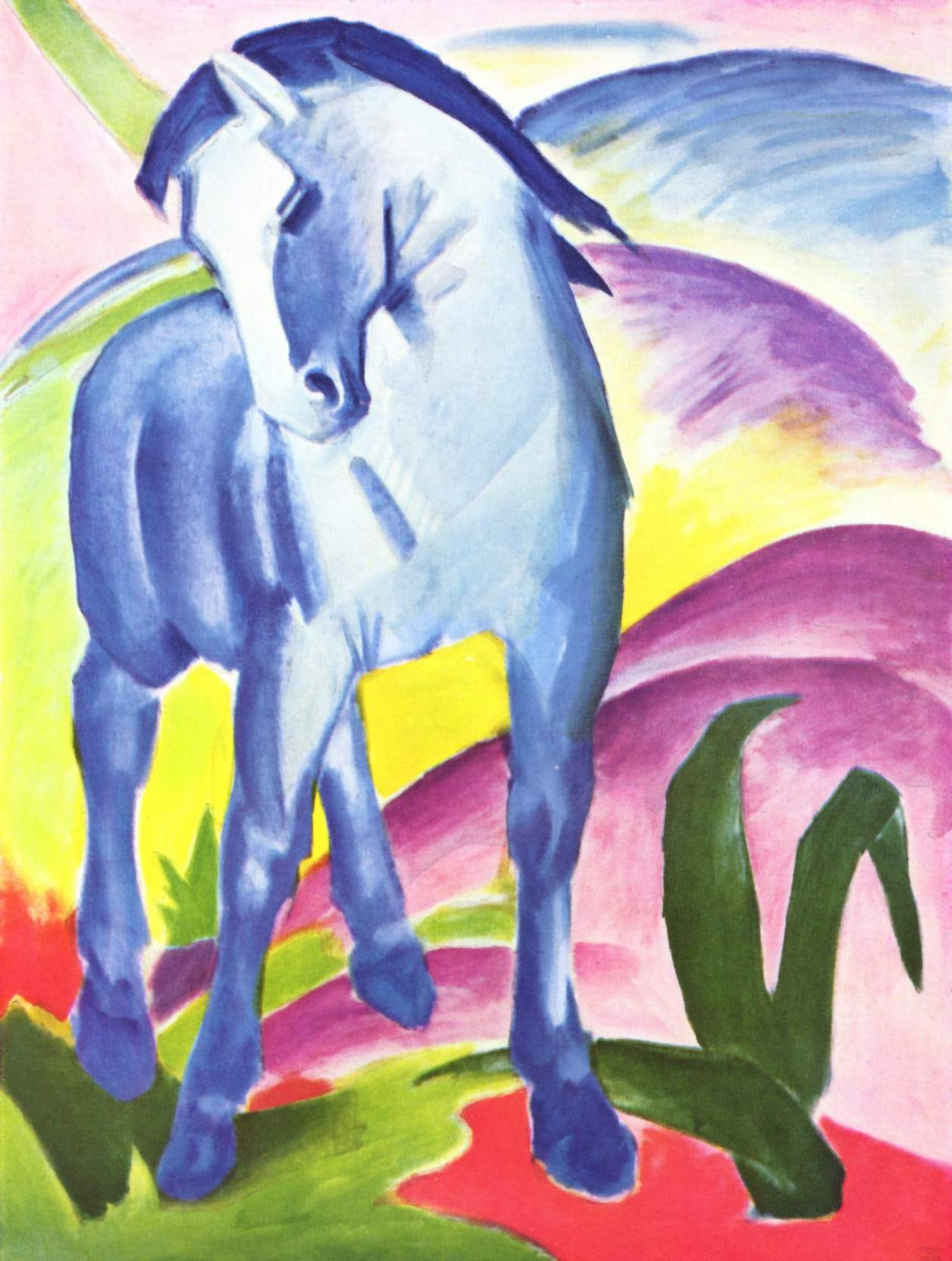
Franz Marc: Kék ló (1911)

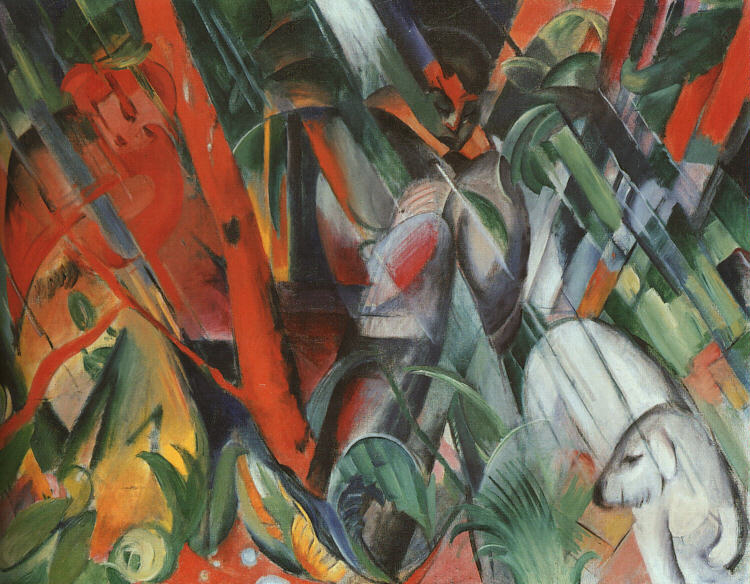
Franz Marc: Esőben (1912)

Franz Marc (München, 1880. február 8. – Verdun, 1916. március 4.) a német expresszionizmus egyik legjelentősebb festője, a spirituális absztrakt művészet úttörője.

## Élete
Apja, Wilhelm hivatásos tájképfestő volt. Anyja, Sophie Maurice elzászi származású, erős kálvinista hagyományokat ápoló családban nőtt fel; gyermekkora nagy részét Svájc francia nyelvű területén töltötte. Franz és bátyja, a nála három évvel idősebb Paul, anyanyelvi szinten beszéltek franciául is. A katolikus Bajorországban református nevelésben részesültek.
A családi hagyományokat követve, Marc intenzíven tanulta a teológiát, mivel öt évig lelkésznek készült. Ezen kívül érdekelte még az angol és német romantikus irodalom és Nietzsche filozófiája is. Végül 1898-ban úgy döntött, hogy mégsem lesz lelkipásztor, s egy évvel később beiratkozott a Müncheni Egyetem filozófia szakára, ám nem tudta elkezdeni, mivel behívták katonának.
Egyéves kötelező sorkatonai szolgálata alatt úgy döntött, hogy apja példáját követve a festői pályára lép, és beiratkozott a Müncheni Képzőművészeti Akadémiára, ahol Gabriel Hackltól rajz és Wilhelm von Dietztől festőórákat vett. Az Akadémián az új művészeti irányzatokat figyelmen kívül hagyva, csak az akadémikus naturalizmust tanították; a diákok főként aprólékos anatómiai tanulmányokkal és az akadémikus festmények másolásával töltötték idejüket, ami Marcot nemigen töltötte el lelkesedéssel. Ebben a korszakában főleg a német romantika nagy festői, Caspar David Friedrich, Philipp Otto Runge, Carl Blechen, Alfred Rethel és Moritz von Schwind művei érdekelték.
1903-ban Párizsba utazott, s ezen útja során fedezte fel a gótikus művészetet; továbbá Eugène Delacroix, Gustave Courbet és az impresszionisták festményeit. Az impresszionizmus nagy hatással lesz későbbi festményeire. Münchenbe való visszatérése után végleg otthagyta a Képzőművészeti Akadémiát.
1905 folyamán barátkozott össze az állatokat ábrázoló festményeiről híres svájci Jean-Bloé Niestlével, aki a tradicionális zoológiai ábrázolásmód követése helyett az állatok karakterének hű visszaadására ösztönözte.
1904-től 1907-ig műtermet tartott fenn Münchenben, bár magánéleti válsága miatt ebben az időszakban keveset alkotott.
1906-ban Görögországba utazott, ezt az utazást valójában terápiának szánta, mivel akkoriban lett vége a férjezett, s szintén festő Anette von Eckardttal folytatott boldogtalan szerelmi kapcsolatának. Németországba való hazatérése után még mindig depressziós volt, amit a munkájába próbálta fojtani, de képeivel elégedetlen maradt.
1907-ben szívességből házasságot kötött Marie Schnür festőnővel. Marie-nek volt már egy gyereke, s férjezett státuszra volt szüksége ahhoz, hogy gyerekét magához vehesse és saját maga nevelhesse fel. Franz Marc beleegyezett a házasságba, azzal a kikötéssel, hogy függetlenségét megőrizheti, és a házassági szerződés aláírása után elhagyhatja feleségét. Ebben az időszakban már szerelmi kapcsolat fűzte az ugyancsak festő Maria Franckhoz. Marc nem sokkal a házasság megkötése után Párizsba utazott.
Második párizsi tartózkodása során ismerkedett meg Paul Gauguinnel és Vincent van Goghhal; az impresszionista festők művei ezúttal sokkal mélyebb benyomást tettek rá, mint első párizsi útja során. Van Goghot érezte magához a legközelebb állónak, hiszen mindketten erősen vallásosak voltak, a természettől vártak inspirációt és a művészt egyfajta mártírnak tekintették.

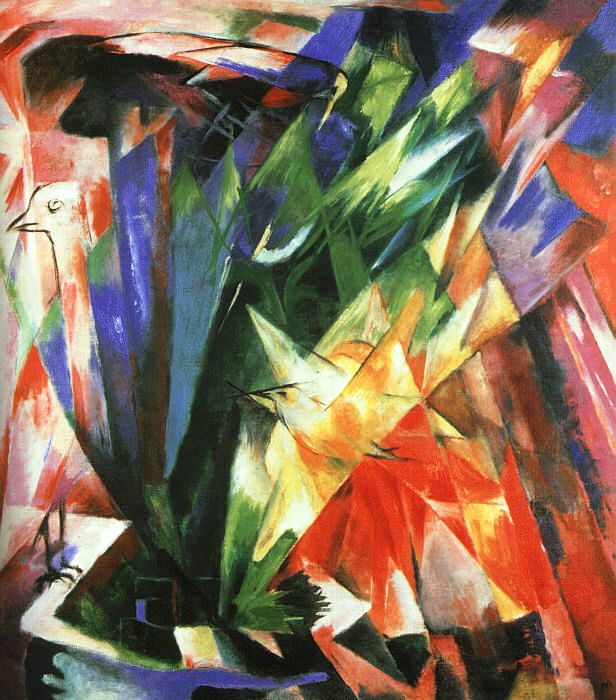
Franz Marc: Madarak (1914)

1907-től fogva művei egyre több állatmotívummal gazdagodtak. Az anatómiai aspektuson kívül az emberi és állati szférák közötti kapcsolatokat tanulmányozta. Az állatokat mindig is sokkal természetesebbnek, ártatlanabbnak találta az embernél. Úgy gondolta, hogy csak az állatokon keresztül tudja kifejezni spirituális mondanivalóját festményeiben. Rengeteg tanulmányt készített, az állati anatómia mesterévé vált, a témából még órákat is adott.
1908-ban elvált Marie Schnürtől; korábbi megállapodásuk ellenére, Marie Schnür feljelentette házasságtörés vádjával, s így az akkori törvények értelmében megfosztotta Marcot és Maria Franckot a házasságkötés lehetőségétől. (Csak hosszas viaskodás után tudtak 1913-ban házasságot kötni.)
1909-ben Sindelsdorfba költözött Maria Franckkal. 1910 januárjában találkozott a nála hét évvel fiatalabb August Macke festővel, aki tovább mélyítette Franz Marc ismereteit a francia festészet színkezelését illetően, és megismertette a fauvisták műveivel. Gauguin és Henri Matisse müncheni kiállításai ráébresztették arra, hogy mód van olyan kompozíciók megalkotására, amelyek a naturalista ábrázolásmódtól függetlenül a színek között fennálló kapcsolatok eredményeként jönnek létre. Macke bemutatta barátját Bernard Koehler gyűjtőnek, aki mellesleg Macke feleségének a nagybátyja volt. Koehlernek annyira tetszettek Marc művei, hogy havi járadékot ajánlott fel neki, melynek segítségével Marc rendezni tudta égető anyagi problémái egy részét.
Az avantgárd Neue Künstlervereinigung művészcsoport (többek között Vaszilij Kandinszkij, Gabriele Münter, Alexej von Jawlensky, Marianne von Werefkin stb.) első kiállítására 1909 januárjában került sor. Franz Marcnak tetszettek a képeik, de csak 1910 szeptemberében, második kiállításuk alkalmával lépett velük kapcsolatba, amikor a kritikusok kegyetlen támadásait látván a védelmébe vette az új formanyelvet kereső művészcsoportot.
Nemsokára csatlakozott a csoporthoz; 1911 februárjában találkozott és barátkozott össze a csoport nagy vezéregyéniségével, Kandinszkijjel. Egy nézeteltérést követően, Marc, Kandinszkij és Münter 1911-ben kiváltak a Neue Künstlervereinigung-ból és megalapították a Der Blaue Reiter (Kék Lovas) csoportot.

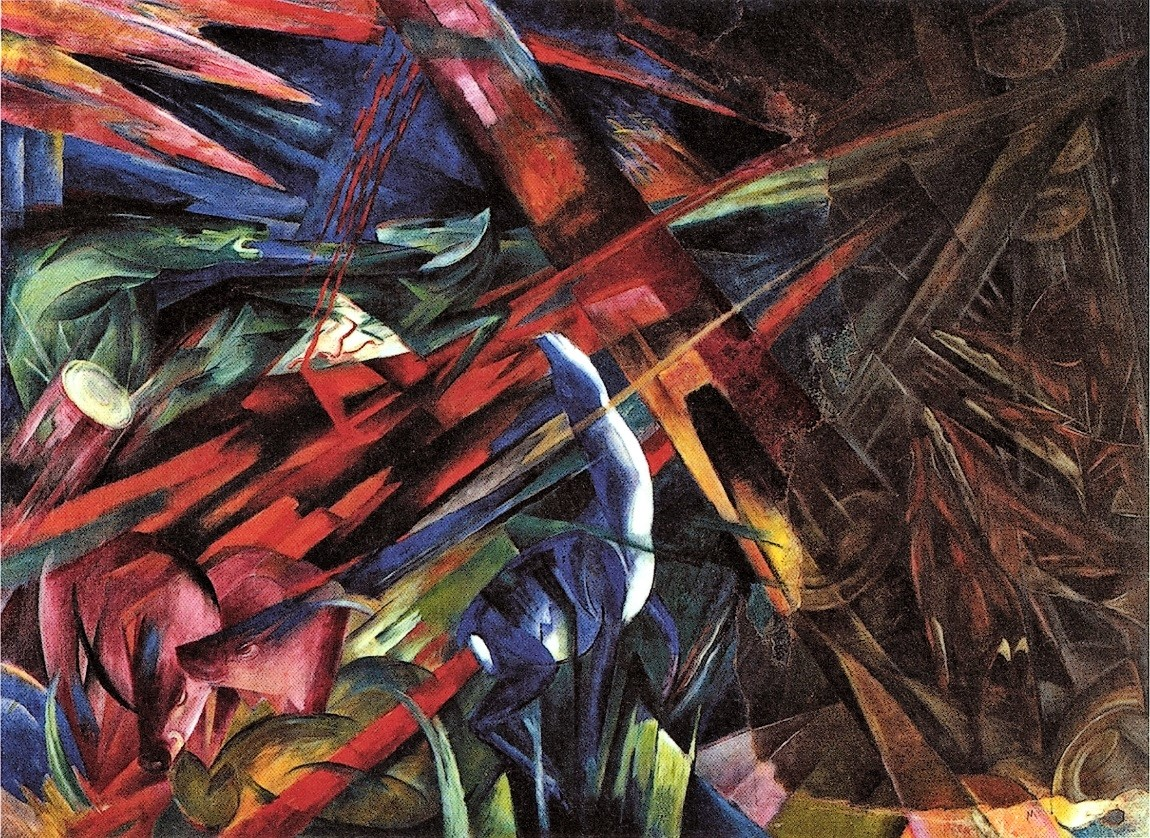
Franz Marc: Állati sors (1913)

A Der Blaue Reiter elsődleges célja a művészetnek a járulékos elemektől való megtisztítása és az érzelmek közvetlen kifejezése (expresszió) volt. 1912-ben Marc és Kandinszkij kiadták Piper Verlagnál a Kék Lovas Almanachját.
A müncheni Thannhauser Galéria kezdeményezésére az elkövetkező években Németország több városában is kiállították a Der Blaue Reiter csoport képeit, úgymint Kölnben, Berlinben, Brémában, Hagenben és Frankfurt am Mainban. A kiállításokon 14 festő vett részt: Albert Bloch, David es Vladimir Burljuk, Heinrich Campendonk, Robert Delaunay, Elisabeth Epstein, Eugen von Kahler, Vaszilij Kandinszkij, August Macke, Franz Marc, Gabriele Münter, Jean-Bloé Nieslté, Henri Rousseau és a zeneszerző Arnold Schönberg. (Napjainkban a Kék Lovas első kiállítását tartják a modern kor kezdetének Németországban.)
1912 szeptemberében Marc és Macke meglátogatta Robert Delaunay-t, Párizsban. Ez a látogatás meghatározó szerepet játszott Franz Marc stílusa átalakulásában. Delaunay festészetére nagy hatással volt a kubizmus, bár bizonyos fenntartásokkal, mivel a színek festészetének az alapját képezték, ami nem egyezett meg a kubizmus alapelveivel. Delaunay számára a színek képezték a festmény fő tárgyát, 1912-re kidolgozta a „tiszta festészet“ fogalmát, avagy a festménynek a tárgytól való teljes felszabadításának az elvét.
1913 végére Marc festményei Kandinszkij, Delaunay és a futuristák hatására egyre absztraktabbá váltak.
Ugyanabban az évben szervezte meg a nagy politikai jelentőséggel bíró Független Művészek Első Német Kiállítását a berlini Der Sturm Galériában. 90 francia, német, orosz, holland, olasz, osztrák, svájci és amerikai művész 366 művel vett részt a kiállításon. A kiállításon kitüntetett helyet kaptak Robert és Sonia Delaunay; a szervezők: Marc, Kandinszkij és Macke; a Kék Lovas művészei: Heinrich Campendonk, Gabriele Münter, Paul Klee, Alfred Kubin és az olasz futuristák.
1914-ben vett a feleségével Riedben, Kochel am See közelében (Felső-Bajorország) egy vidéki házat, amelyre már régóta vágyakozott. Háztartása hamarosan egy kutyával és egy szelíd őzzel gyarapodott.
Az év augusztusában Marc és Macke önkéntesként jelentkeztek a német hadseregbe. Két hónappal az első világháború kitörése után August Macke elesett a harcokban.
Franz Marc sokat írt és rajzolt a fronton. Harctéri vázlatkönyvében harminchat ceruza- és tusrajz maradt meg, mindegyik lap egy lehetséges kompozíciót vázol fel. Miközben emberek haltak meg mellette, ő továbbra is a háború előnyeit, a szenvedés általi spirituális áttörés és megbánás teóriáját analizálta jegyzeteiben. De a háború forgatagában végül Marc nézetei is megváltoztak, és sokkal fatalistább módon kezdte értékelni az eseményeket. Ahogy az állatok motívumként szolgáltak festményeiben, úgy saját magát is csak a háború egyik illusztrációjaként szemlélte. A háború okozta traumájában már csak a halálban talált megváltást, úgy gondolván, hogy így visszaszerezheti elvesztett ártatlanságát.
1916-ban halt meg a verduni csatában; lovon ült, amikor halántékon találta egy gránátrepesz. Hamvait 1917-ben hazaszállították, Kochel am See-be, s házát később emlékmúzeummá avatták.
Az „nagy háború” után a múzeumok egyre nagyobb érdeklődést tanúsítottak művei iránt. Az 1920-as években kezdték elismerni művészeti irányzatként az expresszionizmust, minek következtében Franz Marc műveinek értéke is meglehetősen megnőtt.
1937-ben a nácik eltávolították képeit a német múzeumokból és bemutatták őket az elrettentő példaként rendezett Entartete Kunst (Elfajzott művészet) című kiállításukon, ám bajtársai tiltakozására pár nap múlva levették. Hermann Göring viszont gyűjtötte képeit, s némelyiket busás haszonnal adta tovább.
1945-ben Berlin bombázása során a Koehler-gyűjtemény nagy része elégett, a megmaradt rész szovjet hadizsákmány lett. Franz Marc a második világháború után kapta meg méltó helyét a XX. század legjelentősebb festői között. Lappangó, Kék lovasok című képét 2014-ben reprodukcióból rekonstruálták.

## Művészete

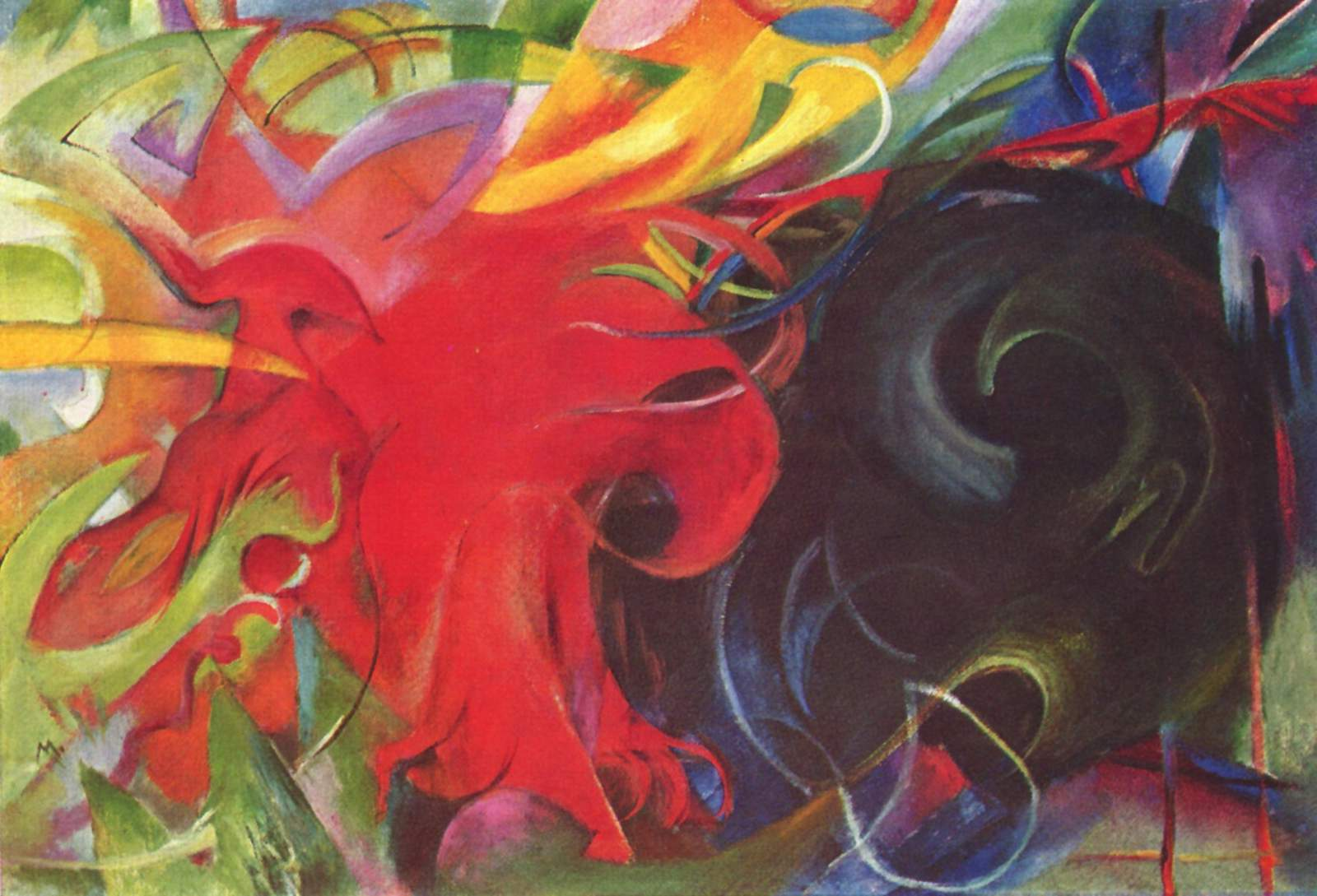
Franz Marc: Küzdő formák (1914)

Stílus szempontjából munkásságát három nagy korszakra oszthatjuk fel: a figuratív ábrázolásmóddal kezdve a teljes absztrakció eléréséig. Első képein érződik még a Müncheni Képzőművészeti Akadémia hatása, bár gyorsan hátat fordított az akadémikus naturalizmus ábrázolásmódjának, szomorú színvilágának és az impresszionizmus hatására ragyogó színeket kezdett használni, s hamarosan megtalálta saját egyéni stílusát.
A legismertebb művei közé tartoznak az állatfigurákat (főként lovakat) megjelenítő festményei. Korábbi képein néha felbukkanó emberi alakok helyét lovak, őzek, tehenek, madarak, macskák stb. veszik át. Az állatokat idilli környezetben, tiszta, ártatlan energiát sugározva ábrázolta. A természet éltető erejét szembeállította az ember pusztító tevékenységével.
A színeket sajátos jelentéstartalommal ruházta fel: a hímet, az erkölcsi normákat és a spiritualitást kékkel ábrázolta, a sárga a jókedvű és gyengéd nőstényt mutatja be és a piros a nemek harcának vagy az erőszaknak a megfelelője. Stílusa fokozatosan változott meg: vonalvezetését egyre jobban leegyszerűsítette, a háttérben ábrázolt tájakat színhalmazokká alakította át, majd az utolsó korszakában festményei tárgyát színes geometrikus formákkal helyettesítette.
Franz Marc a Van Goghtól Mark Rotkóig terjedő művészek azon sorába tartozik, akiknél a stílus egyenlő a filozófiával, a művészet pedig az eksztázissal, festészete misztikus lelkületét tükrözi.
A XIX. század panteista irányzatát a XX. század formanyelvezetével ötvözve alakította ki sajátos stílusát.

## Híres festményei

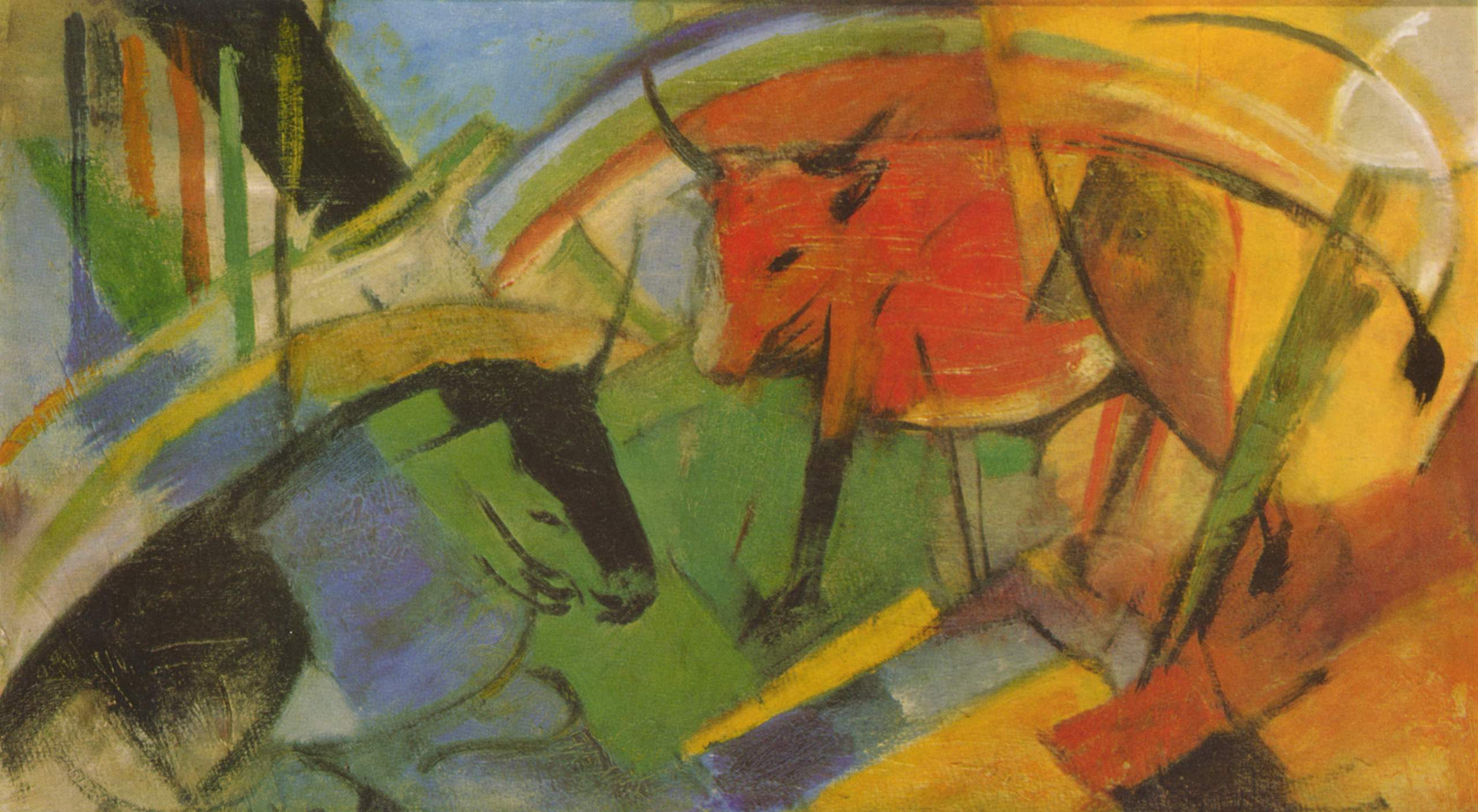
Szarvasmarhák (Rinder) (1913) (Ludwig Múzeum, Köln)

- Őzek alkonyatban (1909), Lenbachhaus, München
- Szibériai kutyák (1909), National Gallery of Art, Washington
- Ló tájban (1910), Museum Folkwang, Essen
- Fekvő kutya a hóban (1910-1911), Städel Museum, Frankfurt am Main
- Favágó (1911), Collection Gregory Callimanopulos
- Kék ló I. (1911), Lenbachhaus, München
- Kék lovak tornya (1911). (eltűnt)
- Őzek a hóban (1911), Lenbachhaus, München
- Sárga tehén (1911), Solomon R. Guggenheim Múzeum (New York)
- Vörös lovak (1911), Museum Folkwang, Essen
- Pásztorok (1911-1912), Bayerische Staatsgemäldesammlungen, München
- Esőben (1912), Lenbachhaus, München
- Kislány macskával (1912), magángyűjtemény
- Majom([1912), Lenbachhaus, München
- Malacok (1912), magángyűjtemény, Svájc
- Őz a kolostorkertben (1912), Lenbachhaus, München
- Őzgidák az erdőben (1912), Lenbachhaus, München
- Tigris (1912), Lenbachhaus, München
- Vízesés (1912), The Robert Gore Rifkind Collection, Los Angeles County Museum of Art, Los Angeles
- Az elvarázsolt malom (1913), The Art Institute of Chicago, Chicago
- Állati sors (1913), Kunstmuseum, Bázel
- Fekvő bika (1913), Museum Folkwang, Essen
- Rókák (1913), Kunstmuseum, Düsseldorf
- Vörös őzek (1913), Solomon R. Guggenheim Museum, New York
- Szerencsétlen Tirol (1913), Solomon R. Guggenheim Museum, New York
- Farkasok (Balkáni háború) (1914), Albright-Knox Art Gallery, Buffalo
- Játszó formák (1914), magángyűjtemény, München
- Kis kompozíció II. (Ház fákkal) (1912-1914), Sprengel Museum, Hannover
- Küzdő formák (1914), Staatsgalerie moderner Kunst, München
- Madarak (1914), Lenbachhaus, München
- Tirol (1914), Staatsgalerie moderner Kunst, München
- Tört formák (1914), Solomon R. Guggenheim Museum, New York

### Egyéb
- Franz Marc Gallery
- Marc-festmények képei. The-athenaeum.org.
- Wikiart oldal (wikiart.org)